# Vitovt Max Duo
Der Vitovt Max Duo ist ein niederfluriger Oberleitungsbus, der von der belarussischen Firma Belkommunmash als vierte Generation ihrer Trolleybusse produziert wird. Er hat 38 Sitzplätze sowie zwei Notsitze im Bereich der zweiten und dritten Tür. Insgesamt bietet der Fahrgastraum Platz für 153 Fahrgäste.
Der Typ ist 18,75 Meter lang, 2,5 Meter breit und 2,86 Meter hoch. Die Karosserie besteht aus Verbundwerkstoffen. Das Fahrzeug ist mit einer elektrisch ausziehbaren Rampe und einem ECAS-System (elektronisch geregelter Luftfederung) ausgestattet, um das Niveau des Oberleitungsbusses auf das Niveau des Bürgersteigs abzusenken. Der Innenraum ist mit einer Klimaanlage ausgestattet, sieben Fenster lassen sich öffnen, falls diese ausfällt. 

## Modellhistorie
- 43300D mit Transistorsteuerung auf IGBT-Modulen und AC-Asynchronmotor, ausgestattet mit einem autonomen Lauf auf Basis von Lithium-Eisen-Phosphat-Batterien, mit einer Reichweite von bis zu 30 Kilometern.
- Vitovt Max II mit Transistorsteuerung auf IGBT-Modulen und Wechselstrommotor. Neu gestaltete Modifikation.